# 1359
Il 1359 (MCCCLIX in numeri romani) è un anno  del XIV secolo.

## Eventi
- Berlino si unisce alla Lega anseatica
- Margherita di Tirolo-Gorizia e suo marito, Ludovico V di Baviera, vengono assolti dalla scomunica
- Bogdan I diventa Principe della Moldavia dopo averla liberata dagli ungheresi e averla difesa dai mongoli
- Qulpa diventa Khan dell'Orda d'Oro
- Battaglia di Megara: una coalizione crociata distrugge una flotta di ottomani
- 4 luglio: Francesco II Ordelaffi si arrende ad Egidio Albornoz, che prende possesso di Forlì
- Agosto: Isma'il II, in una cospirazione contro il fratello, prende il controllo dell'Alhambra

## Nati
- 11 gennaio - Go-En'yū, imperatore giapponese († 1393)
- 29 maggio - Francesco II da Carrara, nobile italiano († 1406)
- 15 luglio - Antonio Correr, cardinale e vescovo cattolico italiano († 1445)
- Sceicco Bedreddin, mistico, teologo e rivoluzionario ottomano († 1420)
- Andrea Bulgaro, diplomatico e poeta italiano
- Carlo Visconti di Parma, nobile italiano († 1403)
- Ulrich Ensingen, architetto tedesco († 1419)
- Ephraim Alnaqua, spagnolo († 1442)
- Eric I di Meclemburgo, principe († 1397)
- Francescuccio Ghissi, pittore italiano († 1395)
- Intharacha, sovrano siamese († 1424)
- Niccolò da Uzzano, politico e umanista italiano († 1431)
- Margherita di Norimberga, nobildonna tedesca († 1391)

## Morti
- 28 febbraio - Eufemia d'Aragona, principessa italiana (n. 1330)
- 23 aprile - Francesco I della Ratta, nobile italiano (n. 1318)
- 1º maggio - Guillaume IV de Flavacourt, arcivescovo cattolico francese
- 21 giugno - Erik XII di Svezia, re (n. 1339)
- 7 luglio - Giovanni della Scala, nobile e politico italiano
- 3 settembre - Otho Holland, nobile e cavaliere medievale inglese (n. 1316)
- 10 ottobre - Ugo IV di Cipro, re
- 25 ottobre - Beatrice di Castiglia, nobile spagnola (n. 1293)
- 13 novembre - Ivan II di Russia, principe russo (n. 1326)
- 14 novembre - Gregorio Palamas, monaco cristiano e arcivescovo ortodosso bizantino (n. 1296)
- 14 dicembre - Cangrande II della Scala, condottiero e politico italiano (n. 1332)
- 25 dicembre - Beatrice di Baviera, sovrana tedesca (n. 1344)
- Abu Nu'aym Ridwan
- Bernardino I da Polenta, nobile italiano
- Jacopo Dondi dell'Orologio, medico, astronomo e orologiaio italiano (n. 1293)
- Eleonora di Castiglia, regina (n. 1310)
- Giovanni de' Marignolli, missionario e vescovo cattolico italiano
- Goswin von Herike
- Ivan Aleksandrovič, principe russo
- Jeanne de Clisson, nobile e pirata francese (n. 1300)
- Gabriele Malaspina, vescovo cattolico italiano
- Mehemmet Birde Bek, mongolo
- Niceforo II d'Epiro (n. 1329)

## Calendario
| Calendario 1359 | Calendario 1359 | Calendario 1359 | Calendario 1359 | Calendario 1359 | Calendario 1359 | Calendario 1359 | Calendario 1359 | Calendario 1359 | Calendario 1359 | Calendario 1359 | Calendario 1359 | Calendario 1359 | Calendario 1359 | Calendario 1359 | Calendario 1359 | Calendario 1359 | Calendario 1359 | Calendario 1359 | Calendario 1359 | Calendario 1359 | Calendario 1359 | Calendario 1359 | Calendario 1359 | Calendario 1359 | Calendario 1359 | Calendario 1359 | Calendario 1359 | Calendario 1359 | Calendario 1359 | Calendario 1359 | Calendario 1359 | Calendario 1359 |
| --------------- | --------------- | --------------- | --------------- | --------------- | --------------- | --------------- | --------------- | --------------- | --------------- | --------------- | --------------- | --------------- | --------------- | --------------- | --------------- | --------------- | --------------- | --------------- | --------------- | --------------- | --------------- | --------------- | --------------- | --------------- | --------------- | --------------- | --------------- | --------------- | --------------- | --------------- | --------------- | --------------- |
|                 | 1               | 2               | 3               | 4               | 5               | 6               | 7               | 8               | 9               | 10              | 11              | 12              | 13              | 14              | 15              | 16              | 17              | 18              | 19              | 20              | 21              | 22              | 23              | 24              | 25              | 26              | 27              | 28              | 29              | 30              | 31              |                 |
| Gennaio         | Ma              | Me              | Gi              | Ve              | Sa              | Do              | Lu              | Ma              | Me              | Gi              | Ve              | Sa              | Do              | Lu              | Ma              | Me              | Gi              | Ve              | Sa              | Do              | Lu              | Ma              | Me              | Gi              | Ve              | Sa              | Do              | Lu              | Ma              | Me              | Gi              |                 |
| Febbraio        | Ve              | Sa              | Do              | Lu              | Ma              | Me              | Gi              | Ve              | Sa              | Do              | Lu              | Ma              | Me              | Gi              | Ve              | Sa              | Do              | Lu              | Ma              | Me              | Gi              | Ve              | Sa              | Do              | Lu              | Ma              | Me              | Gi              |                 |                 |                 |                 |
| Marzo           | Ve              | Sa              | Do              | Lu              | Ma              | Me              | Gi              | Ve              | Sa              | Do              | Lu              | Ma              | Me              | Gi              | Ve              | Sa              | Do              | Lu              | Ma              | Me              | Gi              | Ve              | Sa              | Do              | Lu              | Ma              | Me              | Gi              | Ve              | Sa              | Do              |                 |
| Aprile          | Lu              | Ma              | Me              | Gi              | Ve              | Sa              | Do              | Lu              | Ma              | Me              | Gi              | Ve              | Sa              | Do              | Lu              | Ma              | Me              | Gi              | Ve              | Sa              | Do              | Lu              | Ma              | Me              | Gi              | Ve              | Sa              | Do              | Lu              | Ma              |                 |                 |
| Maggio          | Me              | Gi              | Ve              | Sa              | Do              | Lu              | Ma              | Me              | Gi              | Ve              | Sa              | Do              | Lu              | Ma              | Me              | Gi              | Ve              | Sa              | Do              | Lu              | Ma              | Me              | Gi              | Ve              | Sa              | Do              | Lu              | Ma              | Me              | Gi              | Ve              |                 |
| Giugno          | Sa              | Do              | Lu              | Ma              | Me              | Gi              | Ve              | Sa              | Do              | Lu              | Ma              | Me              | Gi              | Ve              | Sa              | Do              | Lu              | Ma              | Me              | Gi              | Ve              | Sa              | Do              | Lu              | Ma              | Me              | Gi              | Ve              | Sa              | Do              |                 |                 |
| Luglio          | Lu              | Ma              | Me              | Gi              | Ve              | Sa              | Do              | Lu              | Ma              | Me              | Gi              | Ve              | Sa              | Do              | Lu              | Ma              | Me              | Gi              | Ve              | Sa              | Do              | Lu              | Ma              | Me              | Gi              | Ve              | Sa              | Do              | Lu              | Ma              | Me              |                 |
| Agosto          | Gi              | Ve              | Sa              | Do              | Lu              | Ma              | Me              | Gi              | Ve              | Sa              | Do              | Lu              | Ma              | Me              | Gi              | Ve              | Sa              | Do              | Lu              | Ma              | Me              | Gi              | Ve              | Sa              | Do              | Lu              | Ma              | Me              | Gi              | Ve              | Sa              |                 |
| Settembre       | Do              | Lu              | Ma              | Me              | Gi              | Ve              | Sa              | Do              | Lu              | Ma              | Me              | Gi              | Ve              | Sa              | Do              | Lu              | Ma              | Me              | Gi              | Ve              | Sa              | Do              | Lu              | Ma              | Me              | Gi              | Ve              | Sa              | Do              | Lu              |                 |                 |
| Ottobre         | Ma              | Me              | Gi              | Ve              | Sa              | Do              | Lu              | Ma              | Me              | Gi              | Ve              | Sa              | Do              | Lu              | Ma              | Me              | Gi              | Ve              | Sa              | Do              | Lu              | Ma              | Me              | Gi              | Ve              | Sa              | Do              | Lu              | Ma              | Me              | Gi              |                 |
| Novembre        | Ve              | Sa              | Do              | Lu              | Ma              | Me              | Gi              | Ve              | Sa              | Do              | Lu              | Ma              | Me              | Gi              | Ve              | Sa              | Do              | Lu              | Ma              | Me              | Gi              | Ve              | Sa              | Do              | Lu              | Ma              | Me              | Gi              | Ve              | Sa              |                 |                 |
| Dicembre        | Do              | Lu              | Ma              | Me              | Gi              | Ve              | Sa              | Do              | Lu              | Ma              | Me              | Gi              | Ve              | Sa              | Do              | Lu              | Ma              | Me              | Gi              | Ve              | Sa              | Do              | Lu              | Ma              | Me              | Gi              | Ve              | Sa              | Do              | Lu              | Ma              |                 |